# Ricarda Huch
Ricarda Huch (Braunschweig, 18 de julho de 1864 — Kronberg im Taunus, 17 de novembro de 1947) foi uma poetisa, filósofa e historiadora alemã e uma das maiores intelectuais de seu tempo.
Formada em história, escreveu diversos livros sobre história europeia, bem como poemas, romances e peças de teatro. O asteroide 879 Ricarda recebeu esse nome em sua homenagem. Foi indicada ao Nobel de Literatura sete vezes e em 1931 foi agraciada com o Prêmio Goethe.

## Biografia
Ricarda nasceu em 1864, em Braunschweig, na época capital do Ducado de Brunswick. Era filha de Marie Louise e Georg Heinrich Huch, uma família de comerciantes. Seu irmão Rudolf e seus primos Friedrich e Felix eram escritores. As universidades alemãs não aceitavam mulheres na época, então Ricarda se mudou para Zurique, em 1887, onde prestou exames admissionais para a Universidade de Zurique.
Na universidade, Ricarda estudou história, onde fez doutorado em 1892. Enquanto estudante, conheceu Marie Baum, Hedwig Bleuler-Waser e Marianne Plehn, que também tinham ido para Zurique para estudar. Depois de seu doutorado, Ricarda conseguiu um cargo na biblioteca pública de Zurique e em 1896 começou a lecionar em uma escola para moças em Bremen.

## Morte
Ricarda morreu em 17 de novembro de 1947, em Kronberg im Taunus, aos 83 anos. Ela foi sepultada no Cemitério de Frankfurt am Main.